# Solar Orbiter
A Solar Orbiter (também chamada de SOLO) é um satélite artificial de observação solar dedicado à física solar e heliosférica  desenvolvida pela Agência Espacial Europeia e a NASA. O lançamento ocorreu em 10 de fevereiro de 2020, às 04:03 UTC, em um foguete United Launch Alliance Atlas V 411 do Space Launch Complex 41 em Cape Canaveral.
A bordo estão dez instrumentos científicos, totalizando 209 quilos de carga útil, para uma missão de mais de 1,5 mil milhões de dólares. Depois de passar pelas órbitas de Vénus e Mercúrio, o satélite, cuja velocidade máxima será de 245.000 km/h, poderá aproximar-se até 42 milhões de km do Sol, ou seja, menos de um terço da distância que o separa da Terra. A sonda é protegida por uma blindagem térmica, pois as temperaturas a que será exposta atingirão 600°C.

## Missão
Em fevereiro de 2025 começou a sua rota com uma inclinação de 17 graus em relação ao equador do Sol, uma perspetiva inédita que só tinha sido conseguida com a missão Ulysses que voou pelos polos do Sol entre 1990 e 2009, mas sem a capacidade de captar imagens
A missão vai continuar com a inclinação de 17 graus até 24 de dezembro de 2026, mas a Solar Orbiter vai ainda inclinar mais a sua órbita depois de uma passagem por Vénus, passando a 24 graus. A partir de junho de 2029 a equipa que gere a missão diz que pretende atingir um ângulo de 33 graus.

## Instrumentos
A sonda espacial e seus instrumentos, incluindo seu conjunto solar de 18 m, foram projetados para sobreviver a temperaturas escaldantes de até 500 ° C e suportar um cerco constante por partículas do vento solar com carga excepcional por pelo menos sete anos.
A carga útil  é composta por 10 instrumentos:

### 4 instrumentos in-situ heliosféricos
- SWA - Solar Wind Plasma Analyzer (Reino Unido): consiste em um conjunto de sensores que medem as propriedades de massa de íons e elétrons (incluindo densidade, velocidade e temperatura) do vento solar, caracterizando o vento solar entre 0,28 e 1,4 UA do sol. Além de determinar as propriedades do volume do vento, o SWA fornecerá medições da composição de íons de vento solar para elementos-chave (por exemplo, o grupo C, N, O e Fe, Si ou Mg).[12]

- EPD - Energetic Particle Detector (Espanha): Medir as funções de composição, tempo e distribuição de partículas supratermais e energéticas. Os tópicos científicos a serem abordados incluem as fontes, mecanismos de aceleração e processos de transporte dessas partículas.[13]

- MAG - Magnetômetro (Reino Unido): Ele fornecerá medições in situ do campo magnético heliosférico com alta precisão. Isso facilitará estudos detalhados sobre como o campo magnético do Sol se liga ao espaço e evolui ao longo do ciclo solar; como as partículas são aceleradas e se propagam ao redor do Sistema Solar, inclusive para a Terra; como a coroa e o vento solar são aquecidos e acelerados.[12]

- RPW - Radio and Plasma Wavesalyzer (França): Único entre os instrumentos do Solar Orbiter, na medida em que realiza medições in situ e de sensoriamento remoto. O RPW medirá os campos magnéticos e elétricos em alta resolução usando um número de sensores / antenas para determinar as características das ondas eletromagnéticas e eletrostáticas no vento solar.[12]

### 6 instrumentos de sensoriamento remoto solar
PHI - Polarimetric and Helioseismic Imager (Alemanha): Para fornecer medições em alta resolução e em disco completo do campo magnético do vetor fotográfico e velocidade da linha de visão (LOS), bem como a intensidade contínua na faixa visível do comprimento de onda. Os mapas de velocidade do LOS terão precisão e estabilidade para permitir investigações heliossísmicas detalhadas do interior solar, em particular da zona de convecção solar, medições de alta resolução e disco completo do campo magnético fotográfico.
EUI - Extreme Ultraviolet Imager (Bélgica): Para fornecer seqüências de imagens das camadas atmosféricas solares acima da fotosfera, fornecendo assim um elo indispensável entre a superfície solar e a coroa externa que molda as características do meio interplanetário. Além disso, forneça as primeiras imagens UV do Sol desde um ponto de vista fora da eclíptica (até 34 ° de latitude solar durante a fase prolongada da missão)
SPICE - Imagem Espectral do Ambiente Coronal (França): Realizar espectroscopia de imagem ultravioleta extrema para caracterizar remotamente as propriedades do plasma da coroa em disco do Sol. Isso permitirá combinar assinaturas de composição in situ de correntes de vento solar com suas regiões de origem na superfície do Sol.··
STIX - Telescópio Espectrômetro para Raios-X de Imagem (Suíça): Fornece espectroscopia de imagem de emissão solar térmica e não-térmica de raios X de 4 a 150 keV. O STIX fornecerá informações quantitativas sobre o tempo, a localização, a intensidade e os espectros de elétrons acelerados, bem como de plasmas térmicos de alta temperatura, principalmente associados a explosões e/ou microflares.
METIS - Coronagraph (Itália): Imaginar simultaneamente a emissão visível, ultravioleta e extrema ultravioleta da coroa solar e diagnosticar, com cobertura temporal e resolução espacial sem precedentes, a estrutura e dinâmica da coroa completa na faixa de 1,4 a 3,0 (de 1,7 a 4,1) raios solares do centro do sol, no periélio mínimo (máximo) durante a missão nominal. Esta é uma região que é crucial na ligação dos fenômenos atmosféricos solares à sua evolução na heliosfera interna.
SoloHI - Gerador heliosférico de orbital solar (Estados Unidos): Para visualizar tanto o fluxo quase constante quanto os distúrbios transitórios no vento solar sobre um amplo campo de visão, observando a luz solar visível dispersa pelos elétrons do vento solar. Ele fornecerá medidas únicas para identificar as ejeções de massa coronal (CMEs). (NRL fornecido).·